# Lemnos
Lemnos (grško Λήμνος, Limnos) je grški otok v severnem delu Egejskega morja, približno na polovici razdalje med goro Atos in turško obalo. Administrativno je občina v severnoegejski upravni enoti, njeno glavno mesto in največje mesto na otoku je Mirina. S površino 477 km² je osmi največji grški otok. Po popisu iz leta 2011 ima 16.992 prebivalcev.
Površje je ognjeniškega izvora, a večinoma ravno, le zahodni del je bolj hribovit, z najvišjim vrhom Múrtzeflos pri 430 m nadmorske višine.
V Homerjevi Iliadi je otok omenjen kot kraj, kamor je padel Hefajst, ko ga je Zevs vrgel iz nebes. Tu je po legendi stala tudi njegova kovačija. Arheološka izkopavanja so odkrila dve dobro razviti naselji iz neolitika in nad njima več mlajših. Iz antike je znan po pridobivanju terapevtske gline, ki naj bi imela dobre zdravilne lastnosti in je po otoku poimenovana lemnijska glina. Na Lemnosu se je rodil starogrški kipar Alkamenes.
Leta 1913 je med prvo balkansko vojno pri Lemnosu potekala pomorska bitka, v kateri so Grki premagali drugi in zadnji poskus Osmanskega cesarstva, da bi prekinilo grško pomorsko blokado Dardanel in si povrnilo prevlado nad Egejskim morjem. Grčija si je tako zagotovila prevlado nad Egejskim morjem in Egejskimi otoki.